# راي برايس (لاعب كرة قدم)
راي برايس (بالإنجليزية: Ray Price)‏ (18 مايو 1944 في المملكة المتحدة - 18 نوفمبر 1990) هو لاعب كرة قدم بريطاني في مركز الظهير. لعب مع كولتشستر يونايتد ونورويتش سيتي ونادي تشيلمسفورد.